# Oudrussische jaartelling
De Oudrussische jaartelling is de jaartelling die gebruikt werd in Rusland tot tsaar Peter de Grote op 1 januari 1700 de juliaanse kalender invoerde.
De jaartelling was gebaseerd op de Byzantijnse kalender en begon te tellen vanaf het moment waarop volgens de Orthodoxe Kerk de aarde geschapen werd, namelijk 1 september van het jaar 5509 v.C.; 1 januari 7208 werd dus 1 januari 1700.